# Карбонара (Виченца)
Карбонара је насеље у Италији у округу Виченца, региону Венето.
Према процени из 2011. у насељу је живело 137 становника. Насеље се налази на надморској висини од 106 м.